# Pselaphodes posticus
Pselaphodes posticus – gatunek chrząszcza z rodziny kusakowatych i podrodziny marników. Występuje endemicznie w Chinach.
Gatunek ten opisali po raz pierwszy w 2018 roku Hunag Mengchi, Yin Ziwei i Li Lizhen na łamach Acta Entomologica Musei Nationalis Pragae. Jako miejsce typowe wskazano Park Narodowy Mingyueshan w prefekturze miejskiej Yichun, w chińskiej prowincji Jiangxi. Holotyp zdeponowano w Zbiorze Owadów Shanghai Shifan Daxue.
Chrząszcz ten osiąga 2,93 mm długości i od 1,16 mm szerokości ciała. Ubarwienie ma rudobrązowe. Głowa jest tak długa jak szeroka. Oczy złożone buduje u samca około 40 omatidiów. Czułki buduje jedenaście członów, z których trzy ostatnie są powiększone, a u samca człony dziewiąty i dziesiąty mają ponadto modyfikacje. Przedplecze jest szersze niż długie. Pokrywy są szersze niż dłuższe. Zapiersie (metawentryt) u samców ma długie, szerokie i na wierzchołku zwężone wyrostki. Odnóża przedniej pary mają po wyraźnym kolcu na brzusznej stronie krętarzy, po długim kolcu na spodzie ud oraz po małym wyrostku na szczycie goleni. Środkowa para odnóży ma po trzy drobne kolce na spodzie krętarzy oraz drobne kolce na spodzie ud. Odwłok jest u nasady szeroki i z tyłu zwężony. Genitalia samca mają środkowy płat edeagusa silnie asymetryczny, paramery wydłużone, a endofallus zawierający dwa podłużne skleryty.
Owad ten jest endemitem Chin, znanym tylko z miejsca typowego w prowincji Jiangxi. Spotykany był na rzędnych od 700 do 1150 m n.p.m. Zasiedla ściółkę w lasach mieszanych i zaroślach bambusowych.